# Erik Zabel
Erik Zabel (Istočni Berlin, 7. srpnja 1970.), njemački cestovni biciklist i biciklistički trener. S više od 200 pobjeda u karijeri smatra se najuspješnijim njemačkim cestovnim biciklistom svih vremena. U razdoblju između 1996. i 2001. šest puta zaredom osvojio je zelenu majicu Tour de Francea te tri puta zaredom (2002., 2003. i 2004.) zelenu majicu Vuelte a Españe. Osvojio je i dva srebra i broncu na Svjetskim prvenstvima te nastupio na četirima Olimpijskim igrama.
Za svoja postignuća proglašen je 2001. godine Njemačkim športašem godine.

## Vanjske poveznice
- Erik Zabel na  Cycling Archives (engl.)